# Рыбачье (озеро)
Рыбачье — озеро в Выборгском районе Ленинградской области России. Площадь поверхности озера — 0,6 км². Площадь водосборного бассейна — 4,04 км². Лежит на высоте 50 м над уровнем моря.
В озере водятся плотва, окунь, щука, лещ, ёрш.

## География
Озеро расположено в 9 км от посёлка Рощино. В 900 метрах на восток расположено озеро Щукино, в 3 километрах на восток озеро Затейливое, в 650 метрах на запад озеро Подходное, в 1,7 километрах на северо-запад озеро Нахимовское. Юго-восточные, южные и западные берега болотистые, с юга к озеру примыкает болото Черноозерское, с юго-востока — болото Заозерный Камыш. С севера на восток вокруг озера расположено холмы, высотой от 20 до 30 метров. Вокруг озеро преимущественно растут сосны и берёзы. Дно песчаное. Из озера вытекает ручей, впадающий в Щукино, относящееся к бассейну Грязновки.
На примыкающем к озере грядово-озерковом болоте расположен государственный природный заказник «Болото Озёрное» площадью 1044 га, основанный в 1976 году.